# Sonic Rush Adventure
Sonic Rush Adventure (jap. ソニック ラッシュ アドベンチャー Sonikku Rashu Adobenchā) – gra komputerowa z serii Sonic the Hedgehog opracowana przez Dimps oraz Sonic Team, wydana na platformie  Nintendo DS przez Segę. Sonic the Hedgehog oraz Blaze the Cat wracają wraz z żeńskim szopem imieniem Marine.

## Fabuła
Sonic the Hedgehog i Tails próbują namierzyć tajemniczy impuls energii, który pojawił się na radarze samolotu Tailsa. Zapada decyzja, aby podążyć za tajemniczym sygnałem, który pojawił się gdzieś na oceanie. Wkrótce rozpętuje się burza, która znosi ich mocno z kursu. Skutkuje to straceniem sterowności i rozbiciem się bohaterów na jednej z wysp.
Odnajduje ich energiczna szopka o imieniu Marine i informuje ich, że wylądowali na Wyspie Południowej. Tłumaczy im również, że marzy o zbudowaniu statku, który pozwoliłby jej na badanie oceanów, już od jej uwięzienia na Wyspie Południowej w wyniku zniszczenia statku. Tails oferuje swą pomoc w odbudowie jej statku w nadziei, że ona również będzie w stanie pomóc jemu i Sonicowi w powrocie do domu.
Sonic wyrusza w głąb wyspy w poszukiwaniu budulca (ang. Materials) statku, Tails z kolei rozpoczyna prace przy statku Marine. Po powrocie Sonic zauważa mniejsze i szybsze statki stworzone przez Tailsa i Marine. Cała trójka wypróbowuje nowe statki. Niestety Sonica spotyka niespodzianka, wkrótce napotyka się na inne wyspy oraz na cwaną bandę piratów poszukujących skarbu pod wodzą złowrogiego kapitana Whiskera (ang. Captain Whisker). Planują oni zdobyć skarb oraz łup i nie pozwolą nikomu, nawet Sonicowi, na pokrzyżowaniu ich planów. Dlatego też postanawiają się go pozbyć z wyścigu po klejnoty i skarb.
Niespodziewanie, podczas gonitwy w tym chaotycznym świecie, pojawia się Blaze, która mówi im, że przypadkowo przenieśli się podczas sztormu do jej wymiaru. Okazuje się, że ściga ona Whiskera i postanawia dołączyć do Sonica, Tailsa i Marine, aby uzyskać nurtujące ją pytania. Podczas ich przygody bohaterowie odwiedzają różne wyspy i miejsca w poszukiwaniu wskazówek, powodów obecnej sytuacji oraz możliwości powrotu Sonica i Tailsa do domu.

## Gra
Gracz rozpoczyna przygodę jako Sonic (później Blaze) w Wiosce Młynów (ang. Windmill Village) na Wyspie Południowej. Po nakreśleniu trasy za pomocą rysika na mapie (ang. Sea Chart) rozpoczyna on wyścig do jednej z siedmiu głównych wysp za pomocą jednego z czterech statków. Podczas wyścigu można zbierać pierścienie i robić triki na rampach, co wypełnia wskaźnik mocy (ang. Boost Gauge). Jego użycie powoduje przyspieszenie statku i tymczasową nietykalność (aż do wyczerpania).
Po dotarciu do jednej z siedmiu wysp celem staje się osiągnięcie celu na końcu poziomu. Sonic Rush Adventure używa systemu trików, który po raz pierwszy pojawił się w Sonic Advance 2. Triki powietrzne wykręca się za pomocą przycisków A, B oraz R podczas gdy postać jest w powietrzu. Robienie trików i pokonywanie przeciwników powoduje wypełnianie wskaźnika napięcia (ang. Tension Gauge), który umożliwia przyspieszenie (ang. Super Boost) aż do jego wyczerpania. Wskaźnik napięcia zmniejsza się wraz z czasem i pod wpływem otrzymywanych obrażeń. Każdy poziom dzieli się na dwa akty, po ich zakończeniu gracz walczy w trójwymiarowym środowisku z bossem.
Jedną z głównych misji 3D jest zdobycie budulca dla Tailsa na nowe statki. Aby dowiedzieć się jakiego budulca potrzebuje Tails, gracz może go odwiedzić w domu Marine w środku Wyspy Południowej. Tam też można zapisać bieżący stan gry oraz rozegrać grę wieloosobową za pomocą DS Download Play. Rozgrywka możliwa jest również za pomocą Nintendo Wi-Fi Connection, gdzie gracz wcielając się w Sonica lub Blaze może ścigać się z innymi lub wziąć udział w bitwie pierścieniowej (ang. Ring Battle), gdzie zadaniem jest zebranie jak największej liczby pierścieni rozsianych po całej mapie.
Zebranie odpowiedniego budulca umożliwia Tailsowi stworzenie jednego z czterech statków: Cyklonu Fal (ang. Wave Cyclone) – roweru wodnego, Tornada Oceanu (ang. Ocean Tornado) – żaglówki, Uderzenia Wody (ang. Aqua Blast) – poduszkowca oraz Głębokiego Tajfunu (ang. Deep Typhoon) – łodzi podwodnej. Podczas wypraw podwodnych postaci sterowanej przez gracza towarzyszy Tails, który uzbraja statek umożliwiając pozbycie się podwodnych wrogów. Istnieje wiele małych wysp, nazywanych Ukrytymi Wyspami (ang. Hidden Islands), które mogą przyczynić się do posunięcia fabuły naprzód lub dostarczyć dodatkowego budulca. Wśród różnych wydarzeń Sonic może spotkać Johnny’ego, co kończy się wyścigiem po jeden ze Szmaragdów Chaosu. Blaze ma swój własny zestaw klejnotów do kolekcjonowania – Szmaragdy Sol i zdobywa je po ukończeniu serii misji specjalnych. Zebranie wszystkich czternastu Szmaragdów odblokowuje misję końcową.

## Etapy
- Plant Kingdom (Królestwo roślin) – dżungla obfitująca w grzyby i roboty. Etap zawiera winorośle, wspomniane grzyby oraz drzewa, co ostatecznie daje wiosenną atmosferę. Bossem jest Duch-Rex (ang. Ghost Rex), mechaniczny Tyrannosaurus Rex. Drużyna dostaje się tam za pomocą Speedbike'a.

- Machine Labyrinth (Labirynt maszyn) – wielki, skomplikowany labirynt maszyn parowych, poziom ten ma odróżniający się steampunk, który wpływa na jego atmosferę. Bossem jest Duch-Wahadło (ang. Ghost Pendulum), duży robot, który może być pokonany wyłącznie za pomocą wiszących na dźwigach kul.

- Coral Cave (Koralowa jaskinia) – kolorowy, wodny poziom wypełniony koralami i kamieniami szlachetnymi. Bossem jest Duch-Kraken (ang. Ghost Kraken). W tym poziomie Sonic spotyka Blaze, drużyna dostaje się tu za pomocą żaglówki.

- Haunted Ship (Nawiedzony statek) – strefa morska wypełniona nawiedzonymi wrakami, niektóre z nich ożywają atakując Sonica działami z dystansu. Bossem jest Duch-Pirat (ang. Ghost Pirate), duch z odłączalnym żołądkiem, który jest również jego słabym punktem.

- Blizzard Peaks (Szczyty Zamieci) – wyspa z wielką górą pokrytą lodem. Po dotarciu tam Sonica i Blaze, do przemieszczania się po poziomie korzystają oni ze snowboardu stworzonego przez Tailsa. Również za jego pomocą uciekają lawinie podobnej do tych z gier Sonic the Hedgehog 3 i Sonic Adventure. Bossem jest Duch-Waleń (ang. Ghost Whale), wielki mechaniczny waleń na którego gracz musi wskoczyć i odnaleźć jego słaby punkt, aby go pokonać. Drużyna dostaje się na wyspę za pomocą poduszkowca.

- Sky Babylon (Podniebny Babilon) – surrealistyczne latające ruiny wypełnione dziwnymi urządzeniami i architekturą oraz ogniem, który Blaze może kontrolować. Bossem jest Duch-Kondor (ang. Ghost Condor), zielony robot na górnym ekranie o dwóch latających skrzydłach-platformach, z którymi gracz musi walczyć podczas pogoni za nim.

- Pirates Island (Wyspa Piratów) – kryjówka kapitana Whiskera, zatopione starożytne ruiny, które zamieniły się prowizoryczne miasteczko pirackie, gdzie Sonic i Blaze mogą dosiadać delfinów ślizgając się po wodzie. Na końcu poziomu czeka gracza pojedynek z kapitanem Whiskerem i Johnnym. Drużyna osiąga poziom za pomocą łodzi podwodnej.

- Big Swell (Wielki bąbel) – duża, platforma przemysłowa nawiązująca do szybów naftowych na peryferiach Wyspy Piratów (ang. Pirates Island), gdzie gracz walczy z pierwszym z bossów końcowych, Duchem-Tytanem (ang. Ghost Titan).

- Deep Core (Głęboki rdzeń) – ostatni poziom osadzony w sercu wulkanu Wyspy Południowej. Super Sonic i Płonąca Blaze walczą przeciw parze znanych przeciwników. Osiągają oni ten poziom za pomocą Huraganu Magmy (ang. Magma Hurricane).

## Muzyka
Muzyka gry jawnie czerpie z funku i hip-hopu użytych pierwotnie w Sonic Rush. Jest ona nietypowa dla serii, jak również przewijające się w niej wielokrotnie małe frazy i słowa. Dyrektorem dźwięku i głównym kompozytorem Sonic Rush Adventure jest Teruhiko Nakagawa, kompozytor firmy Sega.
Oficjalna ścieżka dźwiękowa zatytułowana Sonic Rush Adventure Original Soundtrack została wydana w Japonii 18 października 2007 i zawiera 52 oryginalne utwory. Piosenką przewodnią gry jest A New Venture, napisana wyłącznie ze względu na Sonic Rush Adventure, wykonawcą jest Tahirih Walker śpiewająca do słów Sakae Osumi.

## Obsada
Uwaga: z wyjątkiem kapitana Whiskera i Johnny’ego, wszystkie inne głosy są nagraniami archiwalnymi gry Sonic Rush.
| Rola                     | Angielski aktor głosowy | Japoński aktor głosowy |
| ------------------------ | ----------------------- | ---------------------- |
| Sonic the Hedgehog       | Jason Anthony Griffith  | Jun’ichi Kanemaru      |
| Blaze the Cat            | Bella Hudson            | Nao Takamori           |
| Miles „Tails” Prower     | Amy Palant              | Ryou Hirohashi         |
| Dr. Eggman / Eggman Nega | Mike Pollock            | Chikao Outsuka         |
| Captain Whisker          | Lonnie Hirsch           |                        |
| Johnny                   | Christopher Pellegrini  |                        |

## Odbiór
Reakcja krytyki na Sonic Rush Adventure okazała się być pochlebna. Zauważalnymi poprawkami były: mniejsza liczba dołów bez dna, lepsze rozmieszczenie przeciwników i brak użycia postaci drugoplanowych zajmujących dolny ekran podczas walk z bossami.
Game Rankings daje aktualnie ocenę 79% na podstawie 27 recenzji.